# Dirichletov aproksimacijski teorem
Dirichletov aproksimacijski teorem jedan je od najvažnijih rezultata u teoriji brojeva, a izniče u njenoj disciplini pod nazivom diofantske aproksimacije, nazvane po starogrčkom matematičaru Diofantu.
Iskaz teorema glasi ovako.
Ako su {\displaystyle \alpha ,Q} realni brojevi i {\displaystyle Q>1}, tada postoje cijeli brojevi {\displaystyle p,q} takvi da vrijedi {\displaystyle 1\leq q<Q} te {\displaystyle ||q\alpha ||=|q\alpha -p|\leq {\frac {1}{Q}}}.
Oznaka {\displaystyle ||q\alpha ||} predstavlja udaljenost od {\displaystyle q\alpha } do njemu najbližeg cijelog broja. Dakle, općenito vrijedi {\displaystyle ||\alpha ||={\text{min}}(\{{\alpha }\},1-\{{\alpha }\})} gdje je {\displaystyle \{{\alpha }\}=\alpha -\left\lfloor \alpha \right\rfloor } razlomljeni dio od {\displaystyle \alpha }.
Ovaj je teorem prvi dokazao njemački matematičar Dirichlet još 1842. godine.

## Motivacija
Jedno od glavnih pitanja diofantskih aproksimacija je naći racionalan broj {\displaystyle {\frac {p}{q}}} koji dobro aproksimira zadani iracionalni broj {\displaystyle \alpha }.
Osnovni postupak koji bismo mogli učiniti je da lociramo između koja dva prirodna broja se nalazi iracionalan broj {\displaystyle \alpha }. Jasno je da su ta dva tražena prirodna broja {\displaystyle \left\lfloor \alpha \right\rfloor ,\left\lfloor \alpha +1\right\rfloor } pa se {\displaystyle \alpha } očito nalazi u segmentu {\displaystyle I=[\left\lfloor \alpha \right\rfloor ,\left\lfloor \alpha +1\right\rfloor ]}. 
No, ovo je prilično gruba aproksimacija. Za bolju, dijelit ćemo segment {\displaystyle I} na sve više dijelova, tj. podintervala. Recimo da smo {\displaystyle I} podijelili na točno {\displaystyle q\in \mathbb {N} } jednakih dijelova. 
Pitamo se koji je od racionalnih brojeva {\displaystyle \left\lfloor \alpha \right\rfloor +{\frac {1}{q}},\left\lfloor \alpha \right\rfloor +{\frac {2}{q}},...,\left\lfloor \alpha \right\rfloor +{\frac {q}{q}}=\left\lfloor \alpha \right\rfloor +1} najbliži broju {\displaystyle \alpha }. Neka je to {\displaystyle \left\lfloor \alpha \right\rfloor +{\frac {k}{q}}={\frac {p}{q}}}. 
Očigledno je onda {\displaystyle |\alpha -{\frac {p}{q}}|<{\frac {1}{2}}\cdot {\frac {1}{q}}} jer je svaki podsegment duljine {\displaystyle {\frac {1}{q}}} pa {\displaystyle \alpha } mora biti udaljen od rubne točke podsegmenta u kojem pripada za manje od polovice njegove duljine. Valja uočiti da treba biti stroga nejednakost jer {\displaystyle \alpha } ne može biti udaljen od {\displaystyle {\frac {p}{q}}} za točno pola duljine posegmenta, odnosno {\displaystyle {\frac {1}{2q}}}, jer je {\displaystyle \alpha } iracionalan.
Vidimo da ovime birajući broj {\displaystyle q} generiramo točno jedan {\displaystyle p} tako da je {\displaystyle d(\alpha ,{\frac {p}{q}})<{\frac {1}{2q}}}.
No, ovo nije naročito dobra aproksimacija. Na primjer, ako želimo da bude {\displaystyle d<{\frac {1}{10000}}} trebamo za nazivnik uzeti čak {\displaystyle q=5000} da bi ova aproksimacija uspjela.
Dirichletov će nam teorem dati puno bolje aproksimacije, 
{\displaystyle |\alpha -{\frac {p}{q}}|<{\frac {1}{q^{2}}}}, ali za manje parova {\displaystyle (p,q)}. Naime, želimo li da bude {\displaystyle d(\alpha ,{\frac {p}{q}})<{\frac {1}{10000}}}, Dirchletov teorem kaže da će postojati barem jedan broj {\displaystyle p} za koji će ta aproksimacija uspjeti i to za nazivnike {\displaystyle q} manje ili jednake {\displaystyle 100.}
Dokazat ćemo Dirichletov teorem u ekvivalentnom (skaliranom) obliku,
dakle {\displaystyle |q\alpha -p|<{\frac {1}{q}}.}

## Pomoćna lema
Neka imamo dva realna broja {\displaystyle x<y.} Tada je s brojevnog pravca očito da vrijedi {\displaystyle |x-y|=|\left\lfloor x\right\rfloor -\left\lfloor y\right\rfloor |\pm |\{x\}-\{y\}|.}
Dakle, vidimo da na udaljenosti {\displaystyle |\{x\}-\{y\}|} od {\displaystyle |x-y|} postoji prirodni broj, i to s obje strane broja {\displaystyle |x-y|.}

## Primjer i dokaz
Uzmimo {\displaystyle \alpha ={\sqrt {2}},Q=100}. 
Dakle, želimo dokazati da među brojevima u skupu {\displaystyle S=\{0,{\sqrt {2}},2{\sqrt {2}},3{\sqrt {2}},...,100{\sqrt {2}}\}} postoji barem jedan koji je udaljen od nekog cijelog broja za manje od {\displaystyle {\frac {1}{Q}}={\frac {1}{100}}}.
Jasno je da je dovoljno promatrati razlomljene (decimalne) dijelove brojeva u skupu {\displaystyle S.}
U tu svrhu, promotrimo skup {\displaystyle S'=\{0,\{{\sqrt {2}}\},\{2{\sqrt {2}}\},...,\{100{\sqrt {2}}\}\}.}
Kako su svi članovi skupa {\displaystyle S'} u segmentu {\displaystyle [0,1)}, podijelimo taj segment na 100 podintervala. 
Dobivamo {\displaystyle [0,{\frac {1}{100}}),[{\frac {1}{100}},{\frac {2}{100}}),...,[{\frac {99}{100}},1).}
Prema Dirichletovom principu je očito da barem dva broja (ili više) {\displaystyle \{x{\sqrt {2}}\},\{y{\sqrt {2}}\}} iz {\displaystyle S} pripadaju istom podintervalu. 
Prema tome, postoje barem dva {\displaystyle x,y\in \{0,1,2,...,100\},x\neq y} takvi da je  
{\displaystyle 0\leq |\{x{\sqrt {2}}\}-\{y{\sqrt {2}}\}|<{\frac {1}{100}}}.
Prema pomoćnoj lemi slijedi da na udaljenosti {\displaystyle |\{x{\sqrt {2}}\}-\{y{\sqrt {2}}\}|} od broja {\displaystyle x{\sqrt {2}}-y{\sqrt {2}}={\sqrt {2}}(x-y)} postoji {\displaystyle p\in \mathbb {Z} }. 
Kako je {\displaystyle 1\leq |x-y|\leq Q=100} stavimo {\displaystyle q=|x-y|}. (Postojanje brojeva {\displaystyle x,y} očito dokazuje postojanje broja {\displaystyle q.})
Ovime smo dokazali da postoje {\displaystyle p,q\in \mathbb {Z} ,1\leq q\leq 100} takvi da je {\displaystyle |q{\sqrt {2}}-p|<{\frac {1}{Q}}={\frac {1}{100}}.}
Zbog toga što je {\displaystyle 1\leq q\leq Q=100} slijedi {\displaystyle {\frac {1}{Q}}={\frac {1}{100}}\leq {\frac {1}{q}}}. Zato vrijedi {\displaystyle |q{\sqrt {2}}-p|\leq {\frac {1}{100}}<{\frac {1}{q}}.}
Evidentno je da, uz to, mora biti {\displaystyle ||q\alpha ||=|q{\sqrt {2}}-p|\leq {\frac {1}{100}}.}
Slično, ako je pak {\displaystyle 1<Q<Q'<Q+1} očito je {\displaystyle {\frac {1}{Q'}}<{\frac {1}{Q}}} pa teorem vrijedi i u tom slučaju.
Jasno je da je nejednakost {\displaystyle |q{\sqrt {2}}-p|\leq {\frac {1}{100}}<{\frac {1}{q}},} ekvivalentna s {\displaystyle |{\sqrt {2}}-{\frac {p}{q}}|\leq {\frac {1}{100q}}<{\frac {1}{q^{2}}},} čime smo pokazali Dirichletov teorem u aproksimacijskom obliku sličnom uvodnom primjeru.
Analogno se pokazuje za bilo koji {\displaystyle \alpha \geq 0,Q>1,} a onda očito i za {\displaystyle \alpha <0}.

## Zanimljivosti
Dirichlet je u svome dokazu ovog teorema, po prvi puta koristio elementarnu i jednu od najvažnijih metoda u kombinatorici, poznatu pod nazivom Dirichletov princip (u nas još poznatu kao princip kutija ili pak u stranoj literaturi kao “princip pretinaca” i “princip golubinjaka”),
koja upravo zato nosi njegovo ime.